# Serhii Plokhy

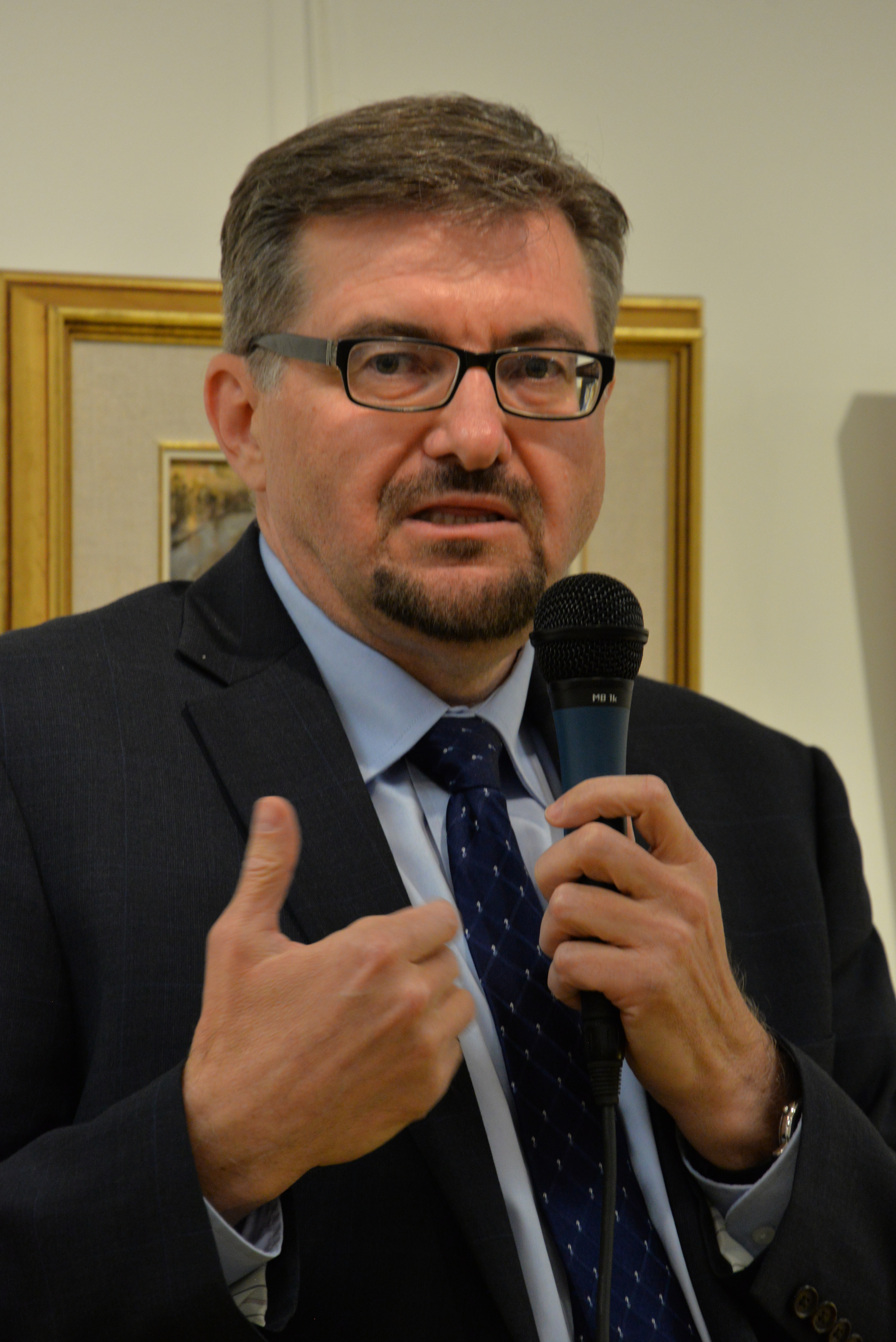
Serhii Plokhy (2015)

Serhii Plokhy (ukrainisch Сергій Миколайович Плохій Serhij Mykolajowytsch Plochij; * 23. Mai 1957 in Gorki, Sowjetunion) ist ein ukrainisch-amerikanischer Historiker und Hochschullehrer.

## Leben
Serhii Plokhy kam im russischen Gorki, dem heutigen Nischni Nowgorod, als Sohn ukrainischer Eltern zur Welt. Die Nationalität spielte zu dieser Zeit in seinem Umfeld kaum eine Rolle. Seine Kindheit und Jugend verbrachte er in Saporischschja. 1980 absolvierte er ein Studium der Geschichts- und Sozialwissenschaften an der Universität in Dnipropetrowsk und studierte anschließend bis 1982 an der Russischen Universität der Völkerfreundschaft in Moskau Historiographie und Quellenforschung. Er promovierte 1990 an der Nationalen Taras-Schewtschenko-Universität in Kiew.
Von 1983 bis 1991 lehrte er an der Universität Dnipropetrowsk und wurde dort ordentlicher Professor. Ab 1996 war er Professor für Geschichte an der Universität von Alberta, an der er das Forschungsprogramm für Religion und Kultur gründete. Darüber hinaus war er stellvertretender Direktor des Canadian Institute of Ukrainian Studies und des Peter Jacyk Center for Ukrainian Historical Research an diesem Institut. Er bekleidet seit 2007 als Nachfolger von Omeljan Pritsak die Mychajlo-Hruschewskyj-Professur für ukrainische Geschichte an der Harvard University. Seit 2013 ist er zudem Direktor des Harvard Ukrainian Research Institute. Er gilt in Kanada und den Vereinigten Staaten als die führende Autorität für die Geschichte Osteuropas und der Ukraine.

## Auszeichnungen
- 2002–2005: 1. Preis der American Association for Ukrainian Studies[3]
- 2015: Lionel Gelber Prize für The Last Empire: The Final Days of the Soviet Union[6]
- 2015: Antonowytsch-Preis
- 2018: Baillie Gifford Prize for Non-Fiction für Chernobyl: History of a Tragedy
- 2018: Taras-Schewtschenko-Preis[7]

## Schriften
- The Cossacks and Religion in Early Modern Ukraine. Oxford University Press, 2002, ISBN 0-19-924739-0.
- Tsars and Cossacks. A Study in Iconography. Ukrainian Research Institute, Harvard University, 2003, ISBN 0-916458-95-4.
- mit Frank E. Sysyn: Religion and Nation in Modern Ukraine. Canadian Institute of Ukrainian Studies, 2003, ISBN 1-895571-36-7.
- Unmaking Imperial Russia. Mykhailo Hrushevsky and the Writing of Ukrainian History. University of Toronto Press, 2005, ISBN 0-8020-3937-5.
- The Origins of the Slavic Nations. Premodern Identities in Russia, Ukraine and Belarus. Cambridge University Press, 2006, ISBN 0-521-86403-8.
- Ukraine and Russia. Representations of the Past. University of Toronto Press, 2008, ISBN 978-0-8020-9327-1.
- Yalta. The Price of Peace. Viking Adult, 2010, ISBN 978-0-670-02141-3.
- The Cossack Myth. History and Nationhood in the Age of Empires. Cambridge University Press, 2012, ISBN 978-1-107-02210-2.
- The Last Empire. The Final Days of the Soviet Union. Basic Books, New York 2014, ISBN 978-0-465-05696-5 (eingeschränkte Vorschau in der Google-Buchsuche)
  - El último imperio. Los días finales de la Unión Soviética. Turner, 2015, ISBN 978-84-16142-10-1.
- Lost Kingdom. The Quest for Empire and the Making of the Russian Nation. Basic Books, New York 2017, ISBN 978-0-465-09849-1.
- The Man with the Poison Gun. A Cold War Spy Story. Oneworld Publications, London 2017, ISBN 978-1-78607-176-7.
  - Der Mann mit der Giftpistole. Eine Spionageschichte aus dem Kalten Krieg. Ibidem-Verlag, Stuttgart 2024, ISBN 978-3-8382-1789-5.
- Chernobyl. History of a Tragedy. Allen Lane, London 2018, ISBN 978-0-241-34902-1.
- Forgotten Bastards of the Eastern Front. American Airmen behind the Soviet Lines and the Collapse of the Grand Alliance. Oxford University Press, 2019, ISBN 978-0-19-006102-9.
- The Gates of Europe. A History of Ukraine. Basic Books, New York 2015 (aktualisierte Neuauflage 2021, ISBN 978-1-5416-7564-3)
  - Das Tor Europas. Die Geschichte der Ukraine. Hoffmann und Campe, Hamburg 2022, ISBN 978-3-455-01526-3.[8] (das Buch wurde in die Liste der 100 Bücher, die helfen, die Ukraine zu verstehen aufgenommen[9])
- Nuclear Folly. A History of the Cuban Missile Crisis. W. W. Norton & Company, 2021, ISBN 978-0-393-54081-9.
- The Frontline. Essays on Ukraine’s Past and Present. Harvard University Press, 2021, ISBN 978-0-674-26882-1.
  - Die Frontlinie. Warum die Ukraine zum Schauplatz eines neuen Ost-West-Konflikts wurde. Übersetzt von Stephan Gebauer, Thorsten Schmidt, Gregor Hens, Ulrike Bischoff und Stephan Kleiner. Rowohlt, Hamburg 2022, ISBN 978-3-498-00339-5.[10]
- Atoms and Ashes. A Global History of Nuclear Disasters. W. W. Norton & Company, New York 2022, ISBN 978-1-324-02104-9.
- The Russo-Ukrainian War. Allen Lane, London 2023, ISBN 978-0-241-61735-9 (rezensiert von Michael Kimmage in Foreign Affairs[11]). 
  - Der Angriff. Russlands Krieg gegen die Ukraine und seine Folgen für die Welt. Hoffmann und Campe, Hamburg 2023, ISBN 978-3-455-01588-1.[12] (das Buch wurde in die Liste der 100 Bücher, die helfen, die Ukraine zu verstehen aufgenommen[9])
- Chernobyl Roulette. A War Story. Allen Lane, 2024, ISBN 978-0-241-68125-1.